# Olivier Grossetête
Pour les articles homonymes, voir Grossetête (homonymie).
Olivier Grossetête, né le 29 mars 1973, est un artiste plasticien français.

## Biographie
Olivier Grossetête naît le 29 mars 1973. En 1998, il reçoit le Diplôme national supérieur d'expression plastique de l'École supérieure d'art et design de Valence. Originaire de Paris, il s'installe à Marseille. Il se spécialise dans la création d'œuvres monumentales participatives en carton et confectionne également des installations de ponts aérostatiques,,,.
En janvier 2022, il présente une de ses œuvres éphémères lors de la cérémonie d'inauguration de Kaunas et le district de Kaunas - capitale européenne de la culture 2022. Il fut l’artiste invité de la Fête des Tuiles 2023 à Grenoble en faisant ériger, à cette occasion, une œuvre éphémère en carton dans le parc Georges-Pompidou.

## Œuvre
Grossetête partage un art de la construction ainsi que de la démolition de ses œuvres gigantesques éphémères. Il conjugue « architecture et performance collective » et « [joue] avec les formes, les volumes et les matières ». Son travail « questionne, avec une fausse naïveté, les lois physiques et morales qui nous entourent ». Ses nombreuses « constructions participatives » permettent de montrer la mise en œuvre des capacités « dans un objectif commun ». L'artiste explique ainsi le caractère partificipatif de ses productions : « L'objet final et le processus de réalisation de mes projets prennent tout leur sens précisément parce qu'ils se déroulent toujours avec d'autres personnes, comme un rêve collectif. ».
En juillet 2025, il a conçu une structure pour célébrer le centenaire de la fondation de Predappio, près de Forlì, en Italie. Voici une vidéo très intéressante sur la construction et la démolition de la structure: .

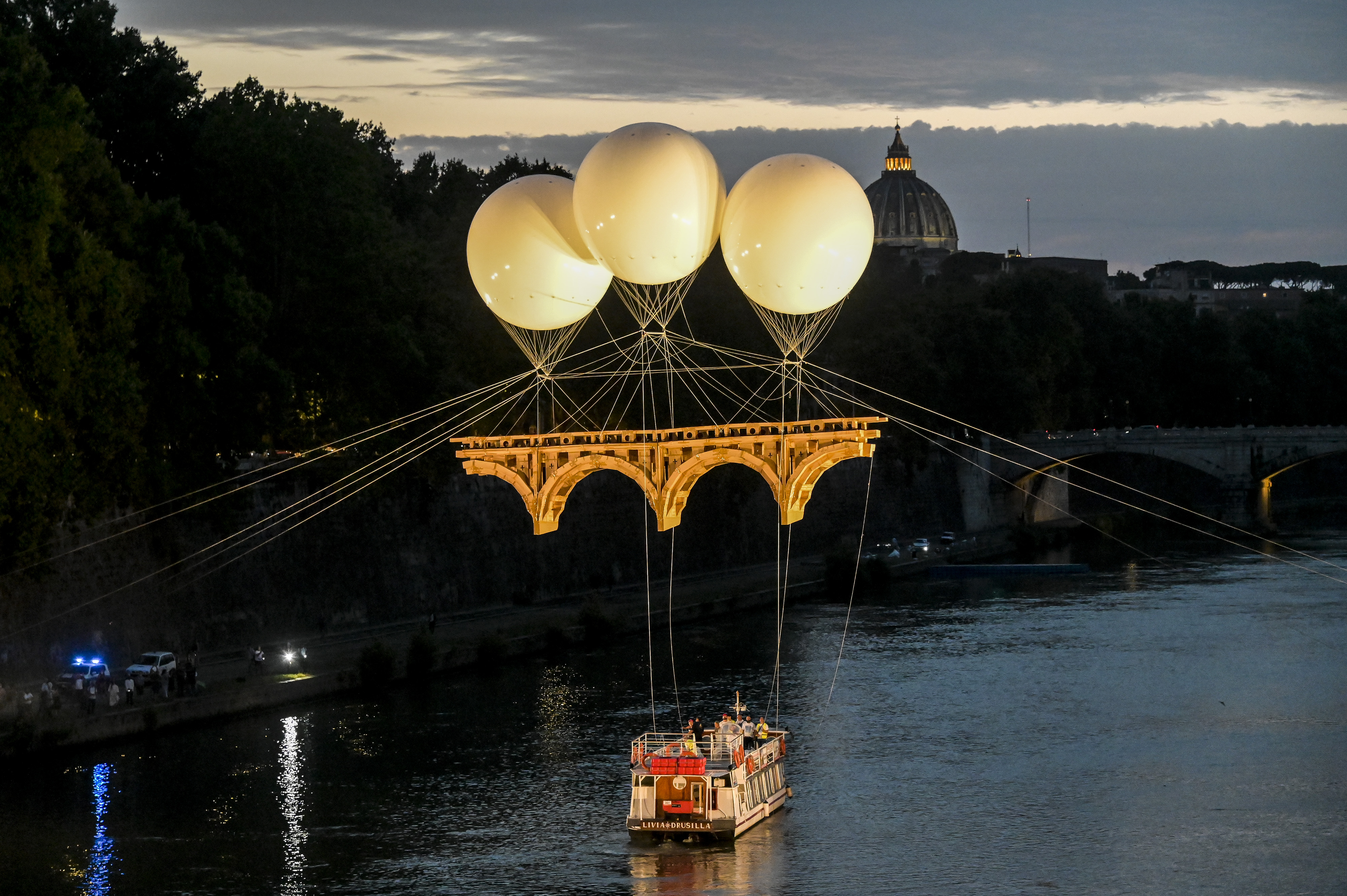
Pont Farnèse à Rome, en 2021.
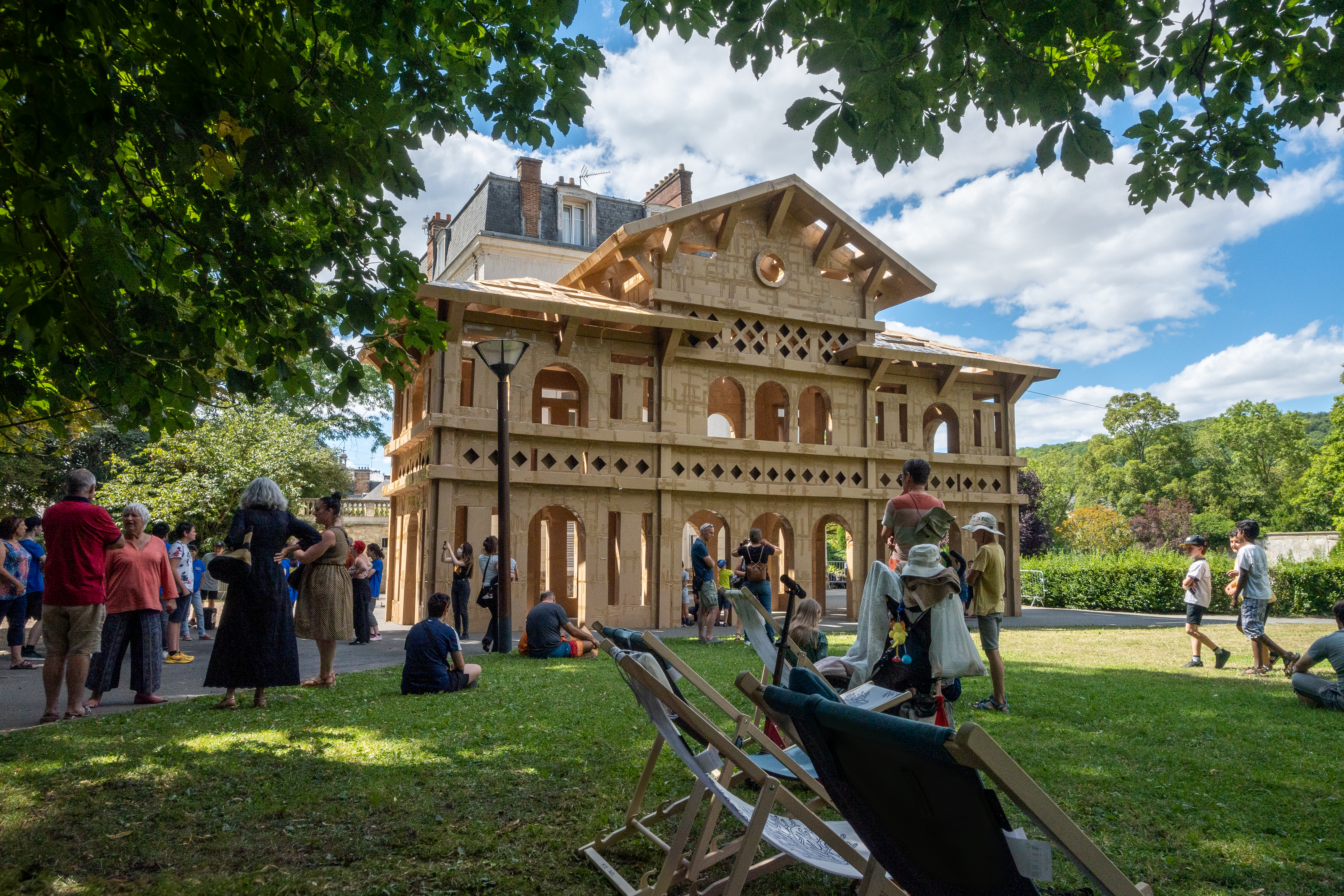
Gare d'Orsay, en 2022.
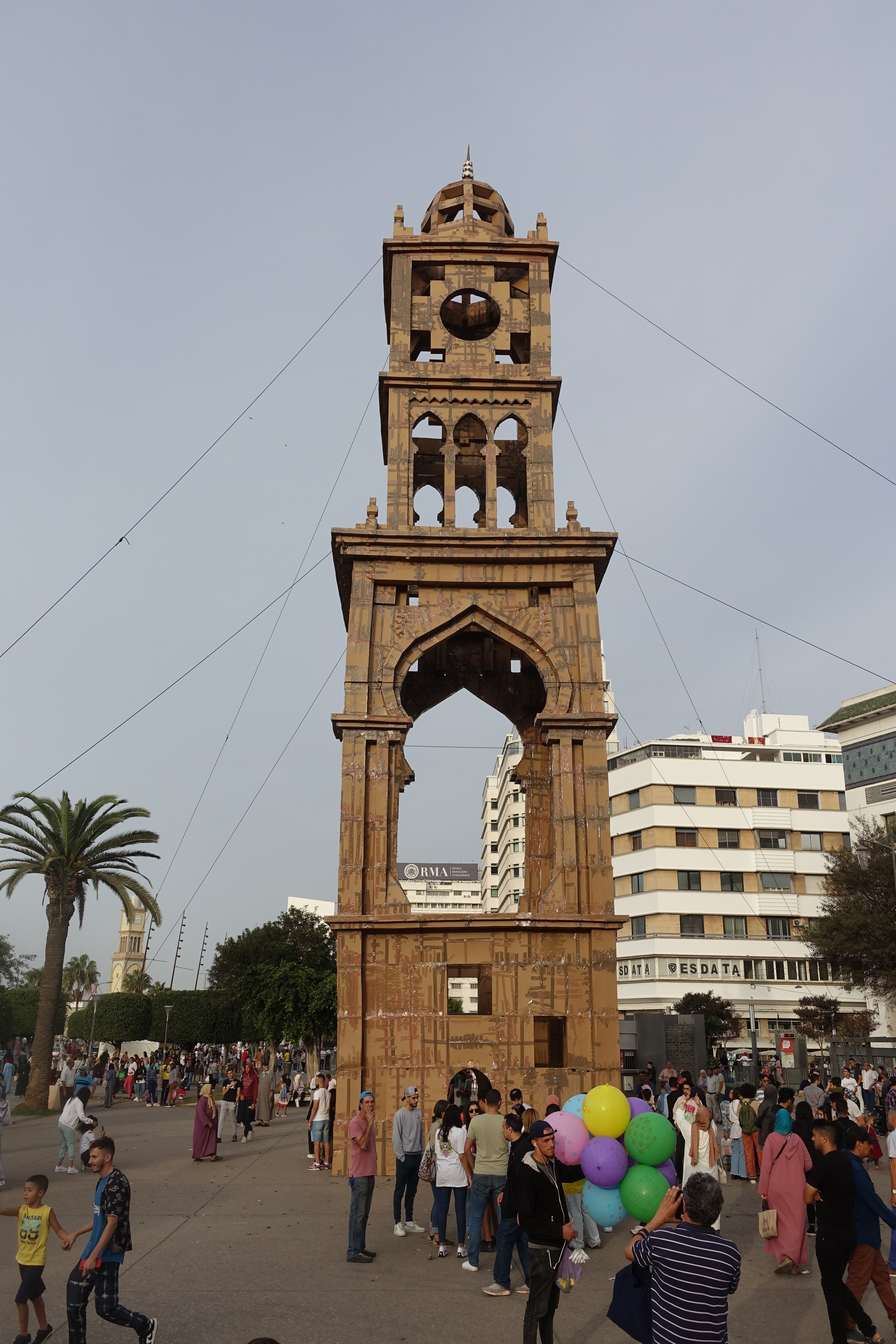
Tour de l'horloge à Casablanca, en 2022.
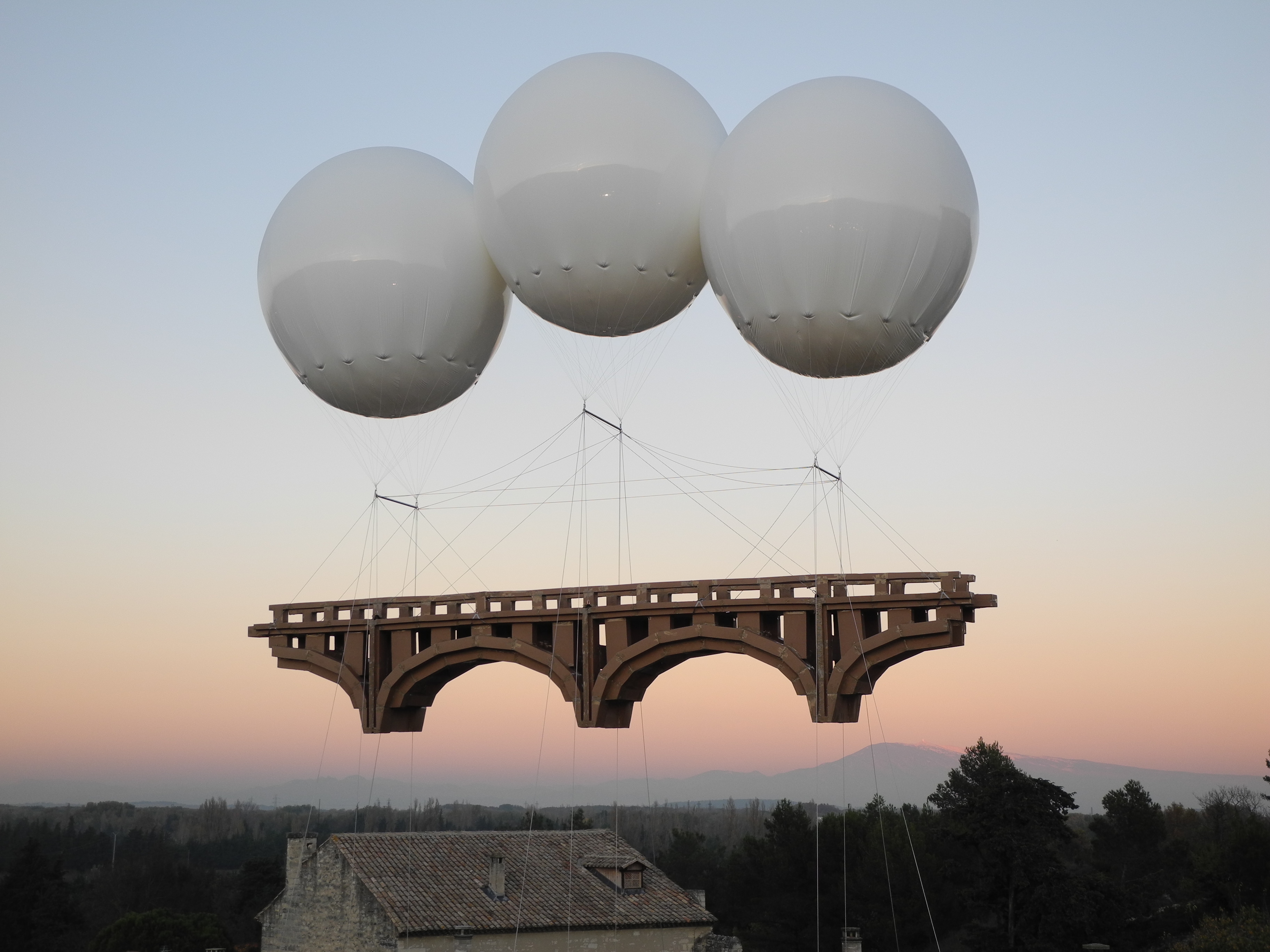
Pont suspendu, un pas vers l'au-delà à Villeneuve-lès-Avignon, en 2015.
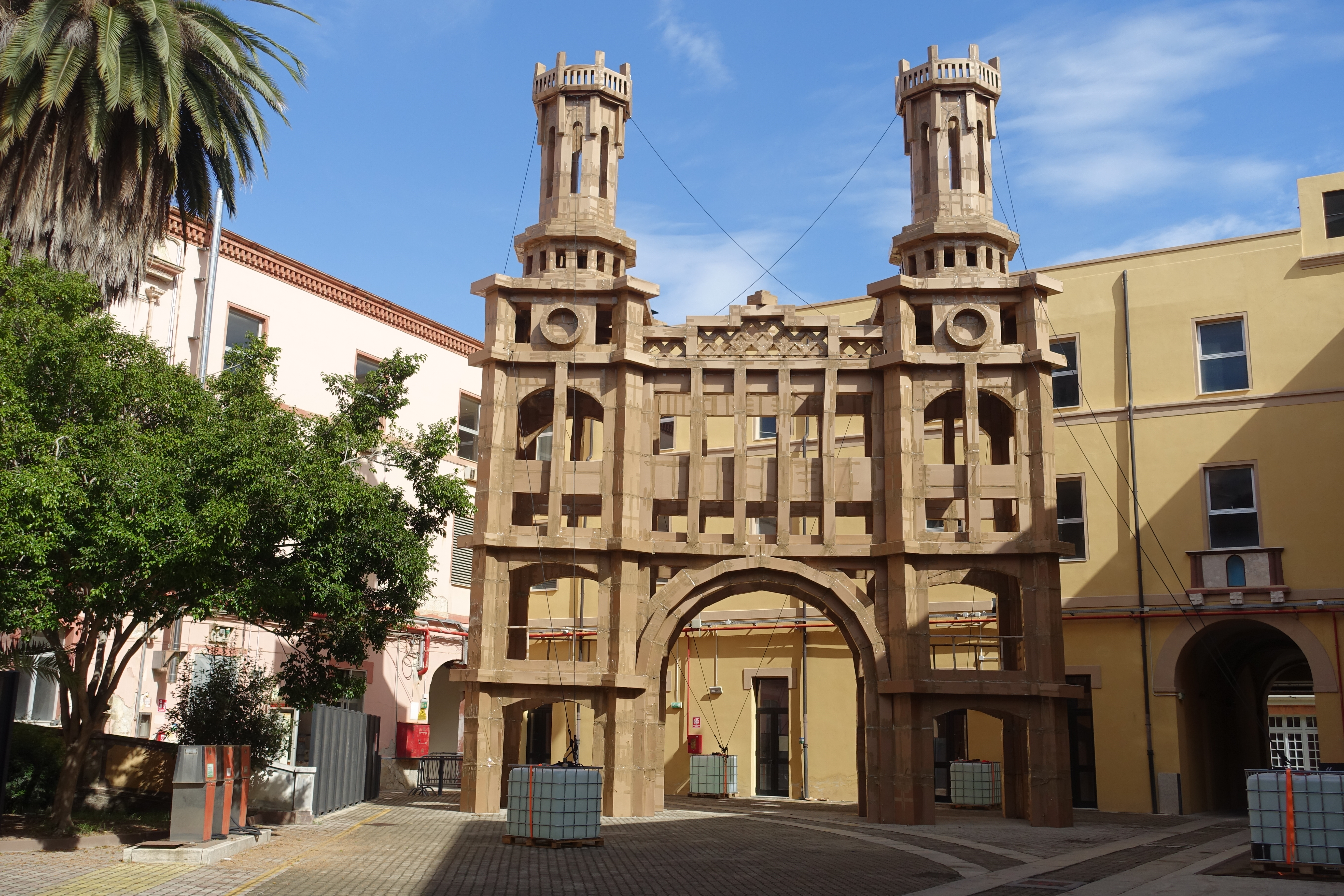
Hôtel de ville à Cagliari, en 2021.
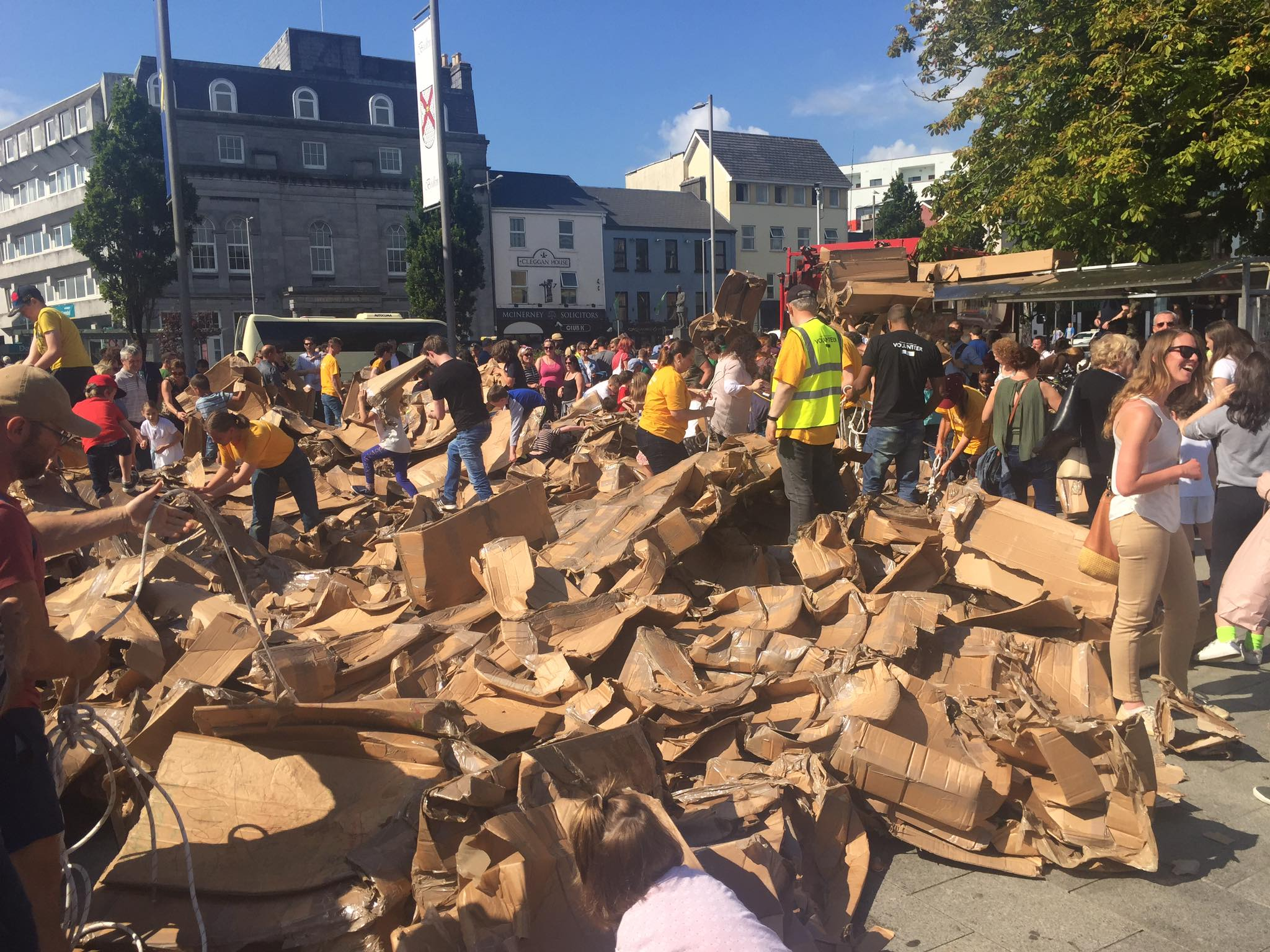
Installation en carton Les Gens construisent (en anglais : The People Build) en cours de destruction par les visiteurs sur la place Eyre (en), lors de l'édition 2017 du Festival international des arts de Galway (en).
- Construction monumentale d’Olivier Grossetete à l’occasion de la fête des tuiles de Grenoble 2023.